# Phrynosoma goodei
Espèce
Synonymes
- Phrynosoma platyrhinos goodei Stejneger, 1893

Phrynosoma goodei est une espèce de sauriens de la famille des Phrynosomatidae.

## Répartition
Cette espèce se rencontre :
- aux États-Unis dans le sud-ouest de l'Arizona ;
- au Mexique dans le nord-ouest du Sonora.

## Description
C'est un lézard terrestre et ovipare.

## Taxinomie
Phrynosoma platyrhinos goodei a été élevé au rang d'espèce par Mulcahy, Spaulding, Mendelson & Brodie en 2006.

## Étymologie
Cette espèce est nommée en l'honneur de George Brown Goode.

## Publication originale
- Stejneger, 1893 : Annotated list of the reptiles and batrachians collected by the Death Valley Expedition in 1891, with descriptions of new species. North American Fauna, no 7, p. 159-228 (texte intégral).